# 211 Isolda
Isolda (asteroide 211) é um asteroide da cintura principal com um diâmetro de 143,19 quilómetros, a 2,54747354 UA. Possui uma excentricidade de 0,16227833 e um período orbital de 1 936,92 dias (5,3 anos).
Isolda tem uma velocidade orbital média de 17,07999654 km/s e uma inclinação de 3,88210285º.
Este asteroide foi descoberto em 10 de Dezembro de 1879 por Johann Palisa.
Este asteroide recebeu este nome em homenagem à personagem Isolda da obra Tristão e Isolda de Wilhelm Richard Wagner.